# Jamalinjärvi
Jamalinjärvi är en sjö i kommunen Lieksa i landskapet Norra Karelen i Finland. Sjön ligger 116,5 meter över havet. Den är 14 meter djup. Arean är 1,22 kvadratkilometer och strandlinjen är 10,78 kilometer lång. Sjön  ingår i Vuoksens huvudavrinningsområde.   Den ligger omkring 88 kilometer norr om Joensuu och omkring 440 kilometer nordöst om Helsingfors. 